# Lucio Ceyonio Cómodo (cónsul 78)
Lucio Ceyonio Cómodo (en latín, Lucius Ceionius Commodus) fue un senador romano del siglo I originario de Etruria. 

## Carrera
Caballero romano fue promocionado al senado por el emperador Nerón. Logró sobrevivir a los turbulentos años finales de este emperador y a la guerra civil del año de los cuatro emperadores, proclamándose partidario de la nueva Dinastía Flavia, por lo que en 78 Vespasiano lo designó consul ordinarius, ocupando esta alta magistratura entre los consulados VIII y IX de Vespasiano y el VI y VII de su hijo y sucesor designado Tito, lo que indica un altísimo grado de confianza en su lealtad.
Terminado su consulado, fue enviado como gobernador a la importante y prestigiosa provincia de Siria, donde sucedió Marco Ulpio Trajano, padre del futuro emperador Trajano, desempeñando estas labores de gobierno entre 78/79 y 81/82.
En algún mmento después de su consulado, fue introducido en el importante colegio sacerdotal de los VII viros Epulones</ref> Cfr. infra CIL VI 1349.</ref>

## Descendencia y propiedades
Estaba casado con Apia Severa, hija del senador Sexto Apio Severo. Con ella tuvo un hijo, Lucio Ceyonio Cómodo, que alcanzó el rango de consul ordinarius en 106. Su nieto, también llamado Lucio Ceyonio Cómodo, fue adoptado por el emperador Adriano como su sucesor con el nombre de Lucio Elio Vero y fue consul ordinarius en 136 y 137, aunque falleció poco antes que su padre adoptivo, por lo que no pudo llegar a ser emperador. Antonino Pío, sucesor de Adriano, tuvo que adoptar como hijos y sucesores a Marco Aurelio, sobrino de Adriano, y también al hijo del fallecido Elio César, por lo que Lucio Vero, biznieto de Lucio Ceyonio Cómodo, se convirtió en emperador de Roma entre 161 y su fallecimiento en 169.
Según indica Frontino, poseía una casa de campo a 7 millas de Roma.